# Evgeny Yarovenko
Evgeny Yarovenko   (Karatau, 17 d'agost de 1962) és un exfutbolista kazakh de la dècada de 1980.
Fou 2 cops internacional amb la selecció de la Unió Soviètica, i 9 cops amb la selecció soviètica olímpica, amb la qual guanyà la medalla d'or als Jocs Olímpics de 1988.
Trajectòria com a entrenador:
- 1996-1997: Kryvbas Kryvyi Rih (staff)
- 1998-1999: Torpedo Zaporizhya (staff)
- 1999-2001: Dnipro Dnipropetrovsk (staff)
- 2002: Shakhtar-2 Donetsk (staff)
- 2003: Shakhtar-3 Donetsk
- 2006-2008: Esil Bogatyr
- 2007: Kazakhstan
- 2011-2013: Naftovyk-Ukrnafta Okhtyrka
- 2014-2015: Taraz